# Gottland (muzeum)
Gottland bylo muzeum věnované životu a dílu Karla Gotta, které se nacházelo v Jevanech. Bylo slavnostně otevřeno 30. června 2006 a ukončilo svou činnost 27. února 2009. Muzeum za dobu své existence navštívilo 30 tisíc návštěvníků.

## Historie budovy muzea

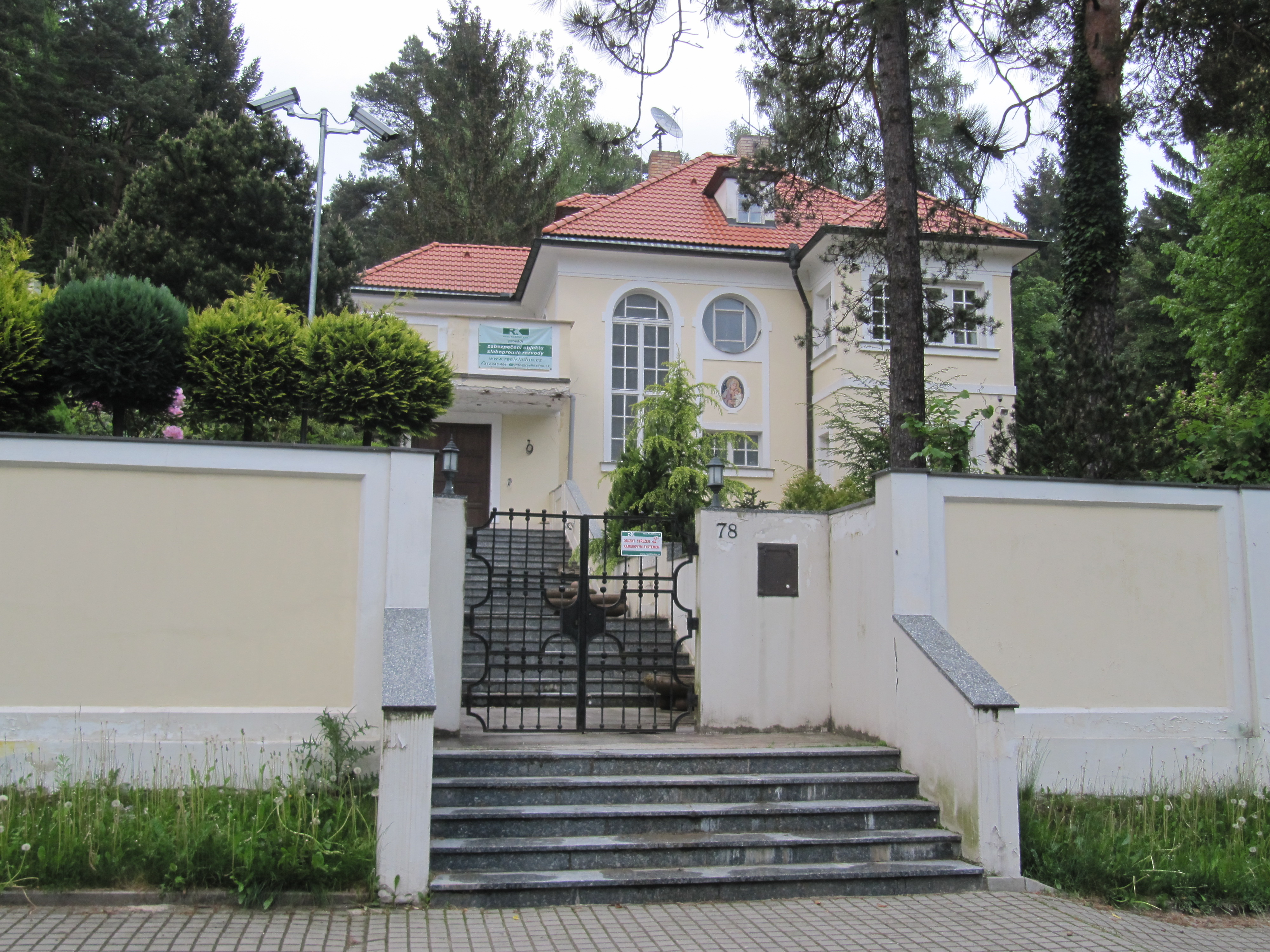
Budova bývalého muzea v roce 2013

Vila byla postavena v roce 1930 pro manžele Aloise a Marii Köppelovy. Na sousedních parcelách nechal otec Aloise Köppela postavit další dvě vily pro své další syny. Manželé Köppelovi žili ve vile až do roku 1947, kdy ji prodali inženýru Ročkovi, jehož rodina pobývala v Jevanech až do roku 1969. V tomto roce prodal Roček vilu rodině Gottových. Ve vile žili hlavně rodiče Karla Gotta, on sám zde pobýval jen občasně.
Po smrti svých rodičů prodal Gott vilu v roce 1983 Miroslavu Provodovi za 170 tisíc marek v hotovosti. S Provodem se Gott seznámil v roce 1980; Provodova rodina byla členy Gottova fanklubu. Provod se oficiálně živil jako programátor v podniku META s platem 1500 Kčs měsíčně, vydělal však údajně až stovky milionů pašováním digitálních hodinek.
Vila i nadále oficiálně patřila Gottovi, protože bylo jasné, že ze svého platu by si ji Provod dovolit nemohl. Provod oficiálně vystupoval jako správce domu. V roce 1984 nechal Gott sepsat notářské prohlášení, že „uznává Provodovu pohledávku ve výši hodnoty jevanského domu“, protože bylo riziko, že kdyby se mu něco stalo, připadl by dům jeho dceři Dominice a nikoli Provodovi.
Provod podle svých slov část domu kvůli jeho špatnému stavu zboural a zbytek za několik milionů zrekonstruoval. V roce 1986 byl za prodej ilegálně pašovaného zboží odsouzen na tři roky do vězení. V jevanské vile si zřídil sklad pašovaného zboží, za což byl Gott (jakožto oficiální majitel domu) vyšetřován a vyslýchán.
Provod byl ve vězení a na své údajné stamiliony uložené v Rakousku nedosáhl, a tak, aby zabezpečil svou rodinu, rozhodl se v roce 1988 dům prodat. Znalec odhadl hodnotu domu na 6,1 milionu Kč. Za tuto cenu byl dům prodán společnosti Narex (dříve Nářadí Praha). Posudek však prý byl zmanipulovaný (nadhodnocený) a celá transakce se měla vrátit.
Mezitím však přišel listopad 1989 a s ním nová pravidla, kdy pro koupi nemovitosti již nebyl potřeba znalecký posudek. Dům zůstal v majetku Narexu, ale Provod o něj nadále soudně usiloval (Gottovým jménem, protože transakce s Narexem proběhla oficiálně přes Gotta). Jeho záměrem bylo získat dům zpět za stejnou cenu, za jakou ho v roce 1988 prodal, čímž by vydělal, protože ceny nemovitostí po revoluci prudce vzrostly. V roce 1998 (či 1996) koupil Gott dům od Narexu do svého vlastnictví za 9 milionů Kč. Provod Gotta obvinil, že ho tím podvedl, což Gott odmítal.
V roce 2005 prodal Gott dům za 11 milionů Kč podnikateli Janu Moťovskému, který celý objekt zrekonstruoval a zřídil v něm Gottland. Moťovský však záhadně zmizel v srpnu 2008 během své pracovní cesty ve francouzském Nice. Moťovského manželka od roku 2006 údajně disponovala plnou mocí nakládat s majetkem svého manžela a v únoru 2009 muzeum pro jeho nerentabilitu po dohodě s Gottem uzavřela. Na žádost manželky byl Moťovský v květnu 2011 úředně prohlášen za mrtvého. V říjnu 2011 byla vila za 22 milionů Kč prodána. Poté byla opuštěná a chátrala. Od roku 2021 procházela rekonstrukcí. V současnosti dům slouží jako ubytovací zařízení pod názvem „vila Zlatý slavík“.